# Musica secolare ebraica
Sin dai tempi biblici, la musica ha avuto un ruolo importante nella vita di molti ebrei. La musica ebraica è stata influenzata dalle tradizioni gentili circostanti e dalle fonti ebraiche conservate nel tempo. D'altro canto, i contributi musicali ebraici tendono a riflettere le culture dei paesi in cui vivono gli ebrei, dove i più notevoli esempi di musica classica e popolare sono negli Stati Uniti e in Europa. Tuttavia, tutta l'altra musica è unica per particolari comunità ebraiche, come il klezmer dell'Europa dell'Est.

## Musica israeliana
La musica israeliana moderna è fortemente influenzata dai suoi appartenenti, che comprendono immigrati ebrei provenienti da oltre 120 paesi in tutto il mondo, che hanno portato le loro tradizioni musicali, facendo di Israele un crogiolo globale. La musica israeliana è molto versatile e combina elementi della musica occidentale e orientale. Tende ad essere molto eclettica e contiene una grande varietà di influenze della Diaspora e importazioni culturali più moderne. Canzoni hassidiche, pop asiatico e arabo, in particolare cantanti yemeniti, hip hop o heavy metal (compreso un sottogenere generalmente folk metal chiamato oriental metal).
Fin dai primi giorni dell'insediamento sionista, gli immigranti ebrei hanno scritto musica folk popolare. All'inizio le canzoni erano basate su melodie prese in prestito dalla musica popolare ebraica tedesca, russa o tradizionale con nuovi testi scritti in ebraico. A partire dagli inizi degli anni '20, tuttavia, i coloni ebrei fecero uno sforzo cosciente per creare un nuovo stile di musica ebraico, uno stile che li legasse alle loro prime origini ebraiche e che li differenziasse dallo stile della diaspora ebraica dell'Europa orientale, che consideravano debole. Questo nuovo stile prendeva in prestito elementi dall'arabo e, in misura minore, dallo stile yemenita e dallo stile ebraico orientale: le canzoni erano spesso omofoniche (cioè senza un chiaro carattere armonico), modali e di portata limitata. "L'enorme cambiamento nella nostra vita richiede nuove modalità di espressione", scrisse il compositore e critico musicale Menashe Ravina nel 1943. "... e, proprio come nella nostra lingua, siamo tornati al nostro passato storico, così il nostro orecchio si è rivolto alla musica dell'est... come espressione dei nostri sentimenti più intimi."
I movimenti di giovani, lavoratori e kibbutz hanno giocato un ruolo importante nello sviluppo musicale prima e dopo l'istituzione dello stato israeliano nel 1948 e nella divulgazione di molte di queste canzoni. L'establishment sionista vedeva la musica come un modo per stabilire una nuova identità nazionale e, a livello puramente pragmatico, di insegnare l'ebraico ai nuovi immigrati. L'organizzazione nazionale del lavoro, la Histadrut, organizzò una casa editrice musicale che diffuse libri di canzoni e incoraggiò cantanti pubblici (שירה בציבור). Questa tradizione di cantate pubbliche continua fino ai giorni nostri ed è una caratteristica della moderna cultura israeliana.

## Musica folk israeliana
Definite in ebraico שירי ארץ ישראל ("canzoni della terra di Israele"), le canzoni popolari sono pensate principalmente per essere cantate in pubblico dal pubblico o in eventi sociali. Alcune sono canzoni per bambini; alcune combinano brani folk europei con testi ebraici; alcune provengono da bande militari e altre sono state scritte da poeti come Naomi Shemer e Chaim Nachman Bialik.
Le canzoni canoniche di questo genere si occupano spesso di speranze e sogni sionisti e glorificano la vita di giovani ebrei idealisti che intendono costruire una casa e difendere la loro patria. Un tema comune è Gerusalemme e altre parti di Eretz Israel (Terra di Israele). Il tempo varia ampiamente, così come il contenuto. Alcune canzoni mostrano una inclinazione di sinistra o di destra, mentre altre sono in genere canzoni d'amore, ninne nanne o altri formati; alcune sono anche socialisti nel soggetto, a causa della lunga influenza del socialismo sugli ebrei in alcune parti della Diaspora.
Le canzoni popolari patriottiche sono comuni, per lo più scritte durante le guerre di Israele. Di solito si riferiscono alle amicizie dei soldati ed alla tristezza della morte durante la guerra. Alcune sono ora interpretate nei memoriali o nelle festività dedicate ai morti israeliani.

## Klezmer
Intorno al XV secolo, una tradizione di musica ebraica laica (non liturgica) fu sviluppata da musicisti chiamati kleyzmorim o kleyzmerim dagli ebrei ashkenaziti nell'Europa orientale. Essi attingono alle tradizioni devozionali che risalgono ai tempi biblici e la loro eredità musicale di klezmer continua ad evolversi oggi. Il repertorio è in gran parte costituito da canzoni da ballo per matrimoni e altre celebrazioni. Sono tipicamente in yiddish. Il termine "klezmer" era un termine dispregiativo riferito ai musicisti di strada di basso rango. Spesso il klezmer veniva eseguito con musicisti non ebrei e risuonava per funzioni non ebraiche. Come risultato di questo "mixaggio" la musica si è evoluta costantemente attraverso la fusione di stili. Questa pratica gioca ancora un ruolo importante nello sviluppo dello stile musicale, includendo il Jazz, come evidente nella musica di Benny Goodman e persino nella musica del Texas, come evidente nella musica dei moderni Austin Klezmorim.

## Sefardita/Ladina
La musica sefardita è l'unica musica degli ebrei sefarditi. La musica sefardita nacque nella Spagna medievale, con le canzoni eseguite nelle corti reali. Da allora, ha raccolto influenze da tutta la Spagna, il Marocco, l'Argentina, la Turchia, la Grecia e vari brani popolari dalla Spagna e oltre all'estero. Esistono tre tipi di canzoni sefardite: canti tematici e di intrattenimento, canzoni romantiche e canzoni spirituali o cerimoniali. I testi possono essere in diverse lingue, tra cui l'ebraico per i canti religiosi e il ladino.
Queste tradizioni musicali si sono diffuse dalla Spagna al Marocco (la Tradizione occidentale) e varie parti dell'Impero ottomano (la Tradizione orientale) tra cui la Grecia, Gerusalemme, i Balcani e l'Egitto. La musica sefardita si è adattata a ciascuno di questi popoli, assimilandosi agli ululati acuti ed estesi del Nord Africa; ai ritmi balcanici, ad esempio in tempo di 9/8, ed alla modalità del Maqam turco.

## Mizrahi
La musica Mizrahi di solito si riferisce alla nuova ondata di musica in Israele che combina la musica israeliana con il sapore della musica araba e mediterranea (in particolare greca). Le tipiche canzoni di Mizrahi hanno un violino dominante o un suono di archi, nonché elementi di percussioni mediorientali. La musica Mizrahi di solito è acuta. Nella scena musicale israeliana di oggi, la musica Mizrahi è molto popolare.

## Danza
Derivante dalle tradizioni bibliche, la danza ebraica è stata a lungo usata dagli ebrei come mezzo per esprimere la gioia e altre emozioni comuni. Ogni comunità ebraica diasporica ha sviluppato le proprie tradizioni di danza per le celebrazioni ed altri eventi importanti. Per gli ebrei aschenaziti nell'Europa orientale, ad esempio, le danze, i cui nomi corrispondevano alle diverse forme di musica klezmer che venivano suonate, erano un ovvio punto di riferimento per la cerimonia nuziale dello shtetl. Le danze ebraiche erano entrambe influenzate dalle tradizioni gentili circostanti e dalle fonti ebraiche preservate nel tempo. "Tuttavia gli ebrei praticavano un linguaggio espressivo corporeo che era altamente differente da quello dei popoli non ebrei del loro vicinato, principalmente attraverso movimenti delle mani e delle braccia, con un intreccio di gambe più intricato nei più giovani." In generale, tuttavia, nella maggior parte delle comunità religiosamente tradizionali, membri di sesso opposto che ballavano insieme o ballavano in momenti diversi da questi eventi erano disapprovati.

## Non ebraico nella forma
Le due sezioni sottostanti trattano i casi in cui gli ebrei hanno contribuito musicalmente usando forme originariamente non ebraiche o le forme usate dalla cultura dominante.

### Gli Ebrei nella musica tradizionale e nel jazz
Gli ebrei hanno anche contribuito alla musica popolare, principalmente negli Stati Uniti e in Israele, e in alcune forme specifiche di musica popolare sono diventati o sono dominanti. Ciò è vero in misura minore in Europa, ma alcuni dei primi influenti musicisti ebrei negli Stati Uniti erano in realtà nativi dell'Europa, come Irving Berlin, Kurt Weill e Sigmund Romberg. Le prime forme più visibili della musica popolare americana in cui gli ebrei hanno contribuito sono la canzone popolare e il teatro musicale. Circa la metà dei membri della Songwriters Hall of Fame sono ebrei. Tuttavia, quest'ultimo in particolare è stato dominato da compositori e parolieri ebrei nel corso della sua storia e fino a un certo punto ancora oggi.
Sebbene il Jazz sia principalmente considerato una forma d'arte con autori afroamericani, molti musicisti ebrei hanno contribuito ad esso, inclusi i clarinettisti Mezz Mezzrow, Benny Goodman e Artie Shaw (gli ultimi due swing bandleader hanno dato un contributo significativo nell'integrazione razziale nell'industria musicale americana), i sassofonisti Michael Brecker, Kenny G, Stan Getz, Benny Green, Lee Konitz, Ronnie Scott e Joshua Redman, i trombettisti e cornettisti Randy Brecker, Ruby Braff, Red Rodney e Shorty Rogers, il vibrafonista Terry Gibbs, i batteristi Buddy Rich, Mel Lewis, e Victor Feldman, ed i cantanti e pianisti Billy Joel, Al Jolson, Ben Sidran e Mel Tormé. Alcuni artisti come Harry Kandel erano famosi per aver mixato il Jazz col klezmer, come lo è il moderno klezmer del Texas Bill Averbach. Poiché una grande quantità di musica jazz consisteva nella cooperazione musicale di musicisti ebrei e afro-americani o musicisti neri finanziati da produttori ebrei, la forma d'arte divenne "il peggior incubo del razzista".
Sebbene i primi interpreti del rock and roll fossero principalmente afroamericani o bianchi del sud, i cantautori ebrei giocavano un ruolo chiave: Jerry Leiber e Mike Stoller, Carole King e Gerry Goffin, Neil Diamond, Neil Sedaka e quasi tutti gli altri autori di Brill Buildind. Erano ebrei, come lo era Phil Spector. Con l'ascesa del cantautore, dalla metà degli anni '60, alcuni (King, Diamond, Sedaka) divennero esecutori; altri (come Burt Bacharach) riuscirono a continuare a lavorare principalmente come cantautori. Nell'era rock, i musicisti ebrei erano estremamente dominanti, infatti ogni singola band americana nell'era rock degli anni '60 era ebrea. Per ogni artista gentile americano c'erano dieci ebrei. Molti hanno lavorato con un mix di forme folk e rock, tra cui Bob Dylan, Lou Reed, David Bromberg, David Grisman, Kinky Friedman, Jorma Kaukonen, Leonard Cohen, Simon & Garfunkel; più semplicemente sul versante rock ci sono David Lee Roth, Lenny Kravitz, gruppi pop come Army of Lovers e tutti e tre i Beastie Boys (Adam Horovitz è in realtà mezzo ebreo dal lato di suo padre). Molte band rock e metal americane hanno almeno un musicista ebreo, in particolare entrambi i principali membri dei Kiss (Gene Simmons e Paul Stanley), Geddy Lee di Rush, il batterista degli Aerosmith Joey Kramer, il percussionista Mickey Hart dei Grateful Dead, Bon Jovi (il tastierista David Bryan) , il chitarrista dei The Doors, Robby Krieger, il chitarrista degli Anthrax Scott Ian, Joey Ramone e Tommy Ramone di Ramones, il batterista dei Guns N' Roses Steven Adler e il cantante dei Disturbed David Draiman; alcuni esempi di spicco del Regno Unito sono Peter Green dei Fleetwood Mac e forse il più celebre Marc Bolan di T. Rex, aggiunto a tutti i moltissimi musicisti ebrei che facevano e fanno parte del movimento rock/metal progressivo tra cui: King Crimson bassista Tony Levin (anche della band di Peter Gabriel), Rod Morgenstein (batterista dei Dixie Dregs), Jordan Rudess (tastierista dei Dream Theater), Mike Portnoy (batterista dei Dream Theater e Transatlantic). Oggi alcuni ebrei hanno iniziato a sperimentare forme come il reggae e il rap, e artisti come Matisyahu hanno usato forme di cultura laica per esprimere idee religiose.
La musica "popolare" in Europa all'inizio del XX secolo sarebbe stata considerata più leggera delle forme classiche  come l'operetta e gli spettacoli come il cabaret e in questo il coinvolgimento degli ebrei fu molto grande, specialmente a Vienna e Parigi. Probabilmente il più notevole compositore di operette, etnicamente ebreo fu Jacques Offenbach, un cattolico romano convertito; nella seconda metà del XX secolo, Serge Gainsbourg è stata una delle figure dominanti nell'evoluzione della musica di cabaret. Durante il periodo più recente con la sua diversa definizione di musica popolare, gli ebrei hanno contribuito in misura minore.
La musica popolare in Israele è stata anche un mezzo per l'espressione musicale secolare ebraica. Molti musicisti laici israeliani esplorano argomenti come il popolo ebraico e israeliano, il sionismo e il nazionalismo, l'agricoltura e la terra di Israele e il conflitto arabo-israeliano. La musica popolare israeliana utilizza prevalentemente forme americane prese in prestito come il rock e il rock alternativo, il pop, l'heavy metal, l'hip hop, il rap e la trance. Oltre a questi e alla musica classica, Israele ospita una varietà di stili di musica mizrahì, con influenze e contributi di ebrei arabi, yemeniti, greci ed etiopi.
Dal 1973 Israele ha partecipato all'evento Eurovision Song Contest, un evento annuale di musica pop continentale, ogni anno (tranne quando collide con l'Holocaust Memorial Day, come nel 1980, 1984 e 1997). Ha vinto 4 volte, nel 1978, 1979, nel 1998 e nel 2018.

### Gli Ebrei nella musica classica

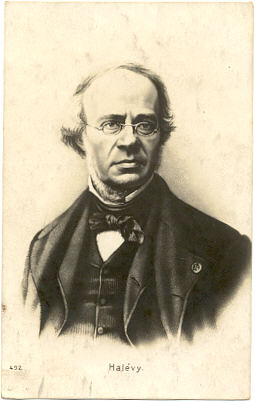
Fromental Halévy, il compositore franco-ebraico del Grand Opera La Juive.

Prima dell'Emancipazione ebraica, praticamente tutta la musica ebraica in Europa era costituita da musica sacra, ad eccezione delle esibizioni di klezmorim durante i matrimoni ed altre occasioni. Il risultato fu la mancanza di una presenza ebraica nella musica classica europea fino al XIX secolo, con pochissime eccezioni, normalmente consentite da specifiche protezioni aristocratiche, come Salamone Rossi (la cui opera è considerata l'inizio della "musica artistica ebraica"). Sebbene durante il periodo classico fossero presenti un numero limitato di compositori ebrei ad Amsterdam, nel sud della Francia e in Italia, la maggior parte dei compositori classici ebrei divenne attiva durante il periodo romantico (dopo la rivoluzione francese) e ancor più nel XX secolo. Paul Johnson riassume le dinamiche di questo modello culturale:
Allo stesso modo, lo storico della musica David Conway nota che:
D'altra parte, l'origine del canto gregoriano, che fu la prima manifestazione della musica classica europea, fu la musica corale ebraica del tempio e della sinagoga, secondo un gran numero di liturgisti analitici e storici della musica.
Dopo che gli ebrei furono ammessi nella società convenzionale in Inghilterra (gradualmente dopo il loro ritorno nel XVII secolo), Francia, Austria-Ungheria, Impero tedesco e Russia (in quest'ordine), il contributo ebraico alla scena musicale europea aumentò costantemente, ma sotto forma di musica europea tradizionale, non specificamente di musica ebraica. Notevoli esempi di compositori ebrei romantici (per paese) sono Charles-Valentin Alkan, Paul Dukas e Fromental Halévy dalla Francia, Josef Dessauer, Heinrich Wilhelm Ernst, Karl Goldmark e Gustav Mahler dalla Boemia (la maggior parte degli ebrei austriaci in quel periodo erano nativi non di quella che è oggi l'Austria, ma piuttosto delle province esterne dell'Impero), Felix Mendelssohn e Giacomo Meyerbeer dalla Germania, e Anton e Nikolai Rubinstein dalla Russia. I cantanti includevano John Braham e Giuditta Pasta. C'erano molti virtuosi ebrei del violino e del pianoforte, tra cui József Joachim, Ferdinand David, Carl Tausig, Henri Herz, Leopold Auer, Jascha Heifetz, e Ignaz Moscheles. Nel corso del XX secolo il numero di compositori ebrei e di strumentisti di rilievo aumentò, così come la loro distribuzione geografica. I compositori ebrei erano molto concentrati a Vienna e in altre città dell'Austria e della Germania pre-naziste. Tra la fine del XIX secolo e l'inizio del XX secolo, dopo che gli ebrei si erano trasferiti dalle province austro-ungariche a Vienna, "comprendevano un terzo degli studenti dei conservatori della città e più della metà del suo pubblico musicale, i ragazzi ebrei acquisivano cultura musicale in percentuali superiori a tre volte quelle della popolazione non ebrea. Oltre a Vienna, gli ebrei erano anche in una certa misura prominenti a Parigi ed a New York (la popolazione ebraica di quest'ultima fu pesantemente moltiplicata dalle ondate di immigrazione). Gli anni '30, quando le opere degli ebrei erano etichettate come musica degenerata (non solo a causa delle origini ebraiche dei compositori ma anche della loro associazione con il Modernismo), molti compositori ebrei europei emigrarono negli Stati Uniti e in Argentina, rafforzando la musica classica in quei paesi. Compositori ebrei del XX secolo comprendono Arnold Schönberg e Alexander von Zemlinsky dall'Austria, Hanns Eisler, Kurt Weill e Theodor W. Adorno dalla Germania, Viktor Ullmann e Jaromír Weinberger dalla Boemia e più tardi dalla Repubblica Ceca (la prima fu eliminata nei campi di sterminio di Auschwitz), George Gershwin e Aaron Copland dagli Stati Uniti, Darius Milhaud e Alexandre Tansman dalla Francia, Alfred Schnittke e Lera Auerbach dalla Russia, Lalo Schifrin e Mario Davidovsky dall'Argentina e Paul Ben-Haim e Shulamit Ran.
Ci sono alcuni generi e forme di musica classica che sono stati associati a compositori ebrei, in particolare durante il periodo romantico della Grand opéra francese. I compositori più prolifici di questo genere comprendevano Giacomo Meyerbeer, Fromental Halévy e in seguito Jacques Offenbach; La Juive di Halévy era basata sul libretto di Scribe, molto liberamente collegato all'esperienza ebraica. Sebbene poco conosciuto oggi, questo "lavoro di un compositore ebreo in cui l'antisemitismo è una forza motivante" ha avuto un'influenza estremamente potente sui compositori tardo romantici, da Mahler (che prese la storia dell'antisemitismo e dell'assimilazione personalmente, chiamandola anche "una delle più grandi opere mai scritte") all'antisemita Wagner. Nel XX secolo, i compositori ebrei furono pionieri dell'avanguardia e della musica contemporanea. Arnold Schönberg nel suo periodo medio e in quello successivo ideò la tecnica dodecafonica e fu un sostenitore importante dell'atonalità, un sistema di composizione che fu in seguito utilizzato dai compositori ebrei Paul Dessau e René Leibowitz. George Rochberg e Milton Babbitt furono i principali compositori della scuola del serialismo, Steve Reich e Philip Glass lavoravano con il minimalismo, George Perle ideò la sua forma di tono dodecafonico, Leo Ornstein aiutò a sviluppare il cluster di toni, Morton Feldman e Armand Lunel furono noti compositori di musica casuale (Lunel è considerato anche l'inventore della spazializzazione) e Mario Davidovsky era famoso per aver scritto una serie di composizioni che mescolavano musica acustica ed elettronica. Inoltre Lera Auerbach, Alfred Schnittke e John Zorn hanno lavorato con il polistilismo e altre forme di musica postmoderna e la modernista Miriam Gideon ha combinato l'atonalismo ed i motivi popolari ebraici nelle sue opere. Le composizioni di Samuel Hans Adler sono anche degne di nota per l'utilizzo di diverse tecniche contemporanee tra cui: atonalità, serialismo, diatonismo e musica aleatoria dispositivi.
Mentre le opere orchestrali e operistiche di compositori ebrei sarebbero generalmente considerate laiche, molti compositori ebrei (oltre che non ebrei) hanno incorporato nella loro musica temi e motivi ebraici. A volte questo viene fatto copertamente, come la musica della band klezmer che molti critici e osservatori credono si trovi nel terzo movimento della Sinfonia n. 1 di Mahler (anche se apparentemente imita il suono di una banda locale della Moravia) e questo tipo di riferimento ebraico era il più comune durante il diciannovesimo secolo quando mostrare apertamente la propria ebraicità probabilmente avrebbe ostacolato le possibilità per un ebreo di assimilarsi. Durante il XX secolo, tuttavia, molti compositori ebrei hanno scritto musica con riferimenti e temi ebraici diretti, ad es. David Amram (Symphony – "Songs of the Soul"), Leonard Bernstein (Kaddish Symphony, Chichester Psalms), Ernest Bloch (Schelomo), Arnold Schönberg (vedi sotto), Mario Castelnuovo-Tedesco (Concerto per violino n. 2) Kurt Weill ( The Eternal Road) e Hugo Weisgall (Psalm of the Instant Dove). Tuttavia, anche durante il XX secolo alcuni compositori ebrei citavano spesso musica ebraica in contesti non ebraici; per esempio, Gershwin usava melodie liturgiche e canzoni ebraiche per alcuni numeri in Porgy and Bess e molti credono anche che il clarinetto d'apertura glissando nella sua Rapsodia in blu sia un riferimento al klezmer. Infine, molti compositori non ebrei (per lo più, ma non tutti, russi) hanno composto musica classica con chiari temi e ispirazione ebraici, come Max Bruch (Kol Nidre), Sergei Prokofiev (Ouverture su temi ebraici), Maurice Ravel (Chanson hébraïque in Yiddish, Deux mélodies hébraïques - tra cui "Kaddisch" in aramaico e "Fregt di velt di alte kashe" in yiddish), Dmitri Shostakovich (Trio per pianoforte n. 2, From Jewish Folk Poetry e la Sinfonia n. 13 "Babi Yar") e Igor Stravinsky (Abraham and Isaac, ha usato il testo masoretico di un passo della Genesi, ed era dedicato agli ebrei e allo Stato di Israele). Molte opere operistiche di compositori non ebrei mostrano una connessione diretta e simpatia per il popolo ebraico e la sua storia, come Samson et Dalila di Saint-Saëns e il Nabucco di Verdi.
Oltre che compositori, molti ebrei sono stati importanti critici musicali, teorici musicali e musicologi, come Guido Adler, Leon Botstein, Eduard Hanslick, Abraham Zevi Idelsohn, Julius Korngold, Hedi Stadlen e Robert Strassburg. Gli artisti classici ebrei sono stati più spesso violinisti (come ci si può aspettare dall'importanza del violino nel klezmer), pianisti e violoncellisti. Esempi degni di nota sono Isaac Stern, Vladimir Ashkenazy e Leonard Rose, rispettivamente. A partire da Gustav Mahler e più frequentemente oggi, anche i direttori d'orchestra ebrei hanno avuto un ruolo di rilievo, molti di loro, come Leonard Bernstein hanno raggiunto una statura internazionale. A gennaio del 2006 i principali direttori musicali della American Symphony Orchestra, della Bavarian Radio Symphony Orchestra/Royal Concertgebouw Orchestra, Boston Symphony Orchestra/Metropolitan Opera, Chicago Symphony Orchestra/Berlin State Opera, National Symphony Orchestra, New York Philharmonic, Pittsburgh Symphony Pops Orchestra, San Francisco Symphony e Tonhalle Orchestra (a Zurigo) sono di origine ebraica (rispettivamente Leon Botstein, Mariss Jansons, James Levine, Daniel Barenboim, Leonard Slatkin, Lorin Maazel, Marvin Hamlisch, Michael Tilson Thomas e David Zinman). Alcuni cantanti chazzan importanti hanno lavorato anche come cantanti d'opera, come Jan Peerce e Richard Tucker.

#### Caso di studio nella cultura ebraica secolare: l'identità ebraica nell'Europa centrale del XIX secolo
La ricerca sull'identità ebraica dei compositori si concentra solitamente sugli assimilati tedeschi Felix Mendelssohn e Gustav Mahler; il primo, sebbene nipote del più famoso filosofo dell'Haskalah, fu battezzato e cresciuto come cristiano riformato e quest'ultimo si convertì al cattolicesimo romano per rimuovere il più potente ostacolo al successo (l'antisemitismo) nella Vienna musicale. Mentre in entrambi i casi la conversione fu fatta per assimilare la società cristiana europea e quindi lasciare la persecuzione a favore della prosperità, Mendelssohn ha scritto musica cristiana apertamente e senza rimorsi (Sinfonia n. 5 "Riforma", Oratorio di San Paolo e numerosi pezzi da camera e vocali) e in un'occasione cambiò anche il suo aspetto per evitare di sembrare il compositore ebreo correlato a Meyerbeer. Mahler scrisse anche musica di ispirazione cristiana nel quinto movimento della Seconda Sinfonia (sebbene questo pezzo altamente spirituale sia stato anche interpretato come fondamentalmente ebraico nel suo nucleo), il quinto movimento della Terza Sinfonia, il quarto movimento della Quarta Sinfonia e la sua Ottava Sinfonia.

Tuttavia, il problema in entrambi i casi non è così semplice: sebbene suo padre lo avesse spinto a rinunciare al nome "Mendelssohn" nei programmi dei concerti, per eliminare ogni riferimento al suo passato ebraico, Felix 
 Mahler scrisse ciò che è stato percepito come riferimento ebraico nelle sue opere, inclusi passaggi di tipo klezmer nel terzo movimento della Prima Sinfonia e il primo movimento della Terza; inoltre, il quinto movimento della Seconda Sinfonia, precedentemente menzionato, include un passaggio che molti credono imitare gli squilli di tromba shofar con un testo programmatico simile alla preghiera di Unetanneh Tokef.
Il motivo più convincente per cui Mendelssohn e Mahler sono comunemente considerati compositori ebrei è perché sono stati ripetutamente identificati come tali sia dagli antisemiti che dagli ebrei. In entrambi i casi i contemporanei (rispettivamente Richard Wagner nel suo Das Judenthum in der Musik e la violenta stampa di Vienna e gli antisemiti austriaci come Rudolph Louis) sostenevano che non importa quanto il compositore in questione tentasse di farsi passare come un buon Austriaco/Tedesco e un buon cristiano, lui e la sua musica rimarrebbero fondamentalmente e inalterabilmente ebraici (con una connotazione ovviamente negativa nel contesto). Pertanto, quando la Germania nazista soppresse ciò che considerava "musica degenerata", sia Mendelssohn che Mahler furono banditi come compositori ebrei; erano in contrasto con i "buoni" compositori tedeschi come Beethoven, Bruckner e Wagner (in misura minore rispetto a Wagner ma soprattutto nel caso di Beethoven, il fatto che i propagandisti nazisti affermavano che i deceduti, e quindi incapaci di opporsi ai compositori, erano personificazioni dei loro l'ideologia non significa che avrebbero approvato tale etichetta). L'affermazione di "ebraicità fondamentale" fu ripetuta, ma con un significato completamente opposto, da ebrei del XX secolo come Leonard Bernstein (riguardo a Mahler), che osservò che la doppia caratteristica di ebraicità e successo dei compositori è qualcosa da sostenere e celebrare. Una argomentazione persuasiva sull'ebreità di Mahler viene da sua moglie, Alma Mahler:
Per quanto riguarda lo stesso Wagner, spesso sembra ironico che alcuni degli interpreti più influenti e popolari del suo lavoro siano stati conduttori ebrei come il già menzionato Mahler e Bernstein, così come Daniel Barenboim, Arthur Fiedler, Asher Fisch, Otto Klemperer, Erich Leinsdorf, James Levine, Hermann Levi (che fu scelto da Wagner per dirigere la prima di Parsifal Lorin Maazel, Eugene Ormandy, Fritz Reiner, Sir George Solti, George Szell e Bruno Walter.) È stato notato che c'è un "amore dei direttori ebrei contemporanei per Wagner ". Mentre molto è stato scritto sull'antisemitismo di Wagner nei suoi scritti e nella musica, e l'appropriazione nazista della sua musica, la ricerca negli ultimi anni ha analizzato la possibilità che Wagner fosse lui stesso di origini ebraiche ed ha esplorato l'interazione e l'atteggiamento di Wagner nei confronti degli ebrei attraverso una prospettiva multi-laterale e poliedrica, all'interno della quale acquista significatività portante il fatto che Richard Wagner fosse, presumibilmente, figlio naturale dell’attore Ludwig Geyer, di origine ebrea, tant’è vero che venne iscritto a scuola con il nome di Richard Geyer; mentre il padre legittimo Carl Friedrich Wagner defunse quando Richard aveva appena un anno, il possibile padre naturale Geyer sposò la madre di Richard rimasta vedova. Dunque, la scoperta vena antisemita di Richard Wagner non sarebbe stata priva del risentimento verso il padre o patrigno.
Molto meno complessa e controversa è l'ebraicità di Arnold Schönberg. Sebbene fosse cresciuto come cattolico e convertito al protestantesimo nel 1898, durante l'ascesa dei nazisti nel 1933 accettò apertamente il giudaismo e tornò ad esso. Il risultato fu un certo numero di opere successive riguardanti l'ebraismo e l'Olocausto, come A Survivor from Warsaw, Kol Nidre e Moses und Aron. Durante questo periodo Schoenberg cominciò anche a occuparsi della situazione storica del popolo ebraico nei suoi saggi e in altri scritti.
Sia Mahler sia Schoenberg erano compositori ebrei che si erano convertiti a una forma di cristianesimo per evitare l'antisemitismo, ma erano ancora attaccati dagli elementi antisemiti della società viennese fondamentalmente ebraica e quindi un'influenza corruttrice e perversa. Secondo Paul Johnson,
E inoltre, dato che questi critici intendevano il loro riconoscimento di Mahler e Schoenberg come ebrei in modo offensivo, questo contesto fornisce una ragione legittima per rivendicarli oggi come compositori ebrei, sebbene ora in un senso neutro o positivo. Nonostante i tre esempi sopra riportati, tuttavia, la maggior parte degli artisti e intellettuali ebrei in Austria, Germania e Francia durante il XIX secolo e l'inizio del XX secolo si sono assimilati culturalmente o mantenendo la religione ebraica ma vivendo uno stile di vita europeo tradizionale (come Moses Mendelssohn aveva desiderato in precedenti decenni) o rinunciando alla religione in favore del secolarismo, ma mantennero almeno l'identificazione dell'ebraicità. È la duplice esistenza di persone che si dissociano dal giudaismo, ma rimangono affiliate al popolo ebraico e di coloro che desiderano mantenere la religione ebraica ma eliminano qualsiasi cultura ebraica distinta fondendosi nella società dei gentili in questa regione e periodo (in contrapposizione all'Europa orientale nello stesso tempo, dove furono  preservati sia il sentimento di ebraicità, che la religione) che mostrano la complessità del giudaismo e della cultura ebraica laica.